# 岩下守胤
岩下 守胤（いわした もりたね）は、安土桃山時代から江戸時代初期の武将。信濃佐久郡の武将依田氏（蘆田氏）の家臣。

## 略歴
最初は依田信蕃に仕えた。天正10年（1582年）天正壬午の乱の際、信蕃に従って三沢小屋に籠城し、後北条氏と対戦。また同僚の重田周防守とともに狩人に扮して山越えを敢行し、甲斐に入っていた徳川家康に援軍を求める。天正13年（1585年）第一次上田合戦では信蕃の跡を継いだ依田康国の配下として従軍。康勝の代に依田氏は改易となるが、後に守胤は同心14人を預けられて徳川氏に所属する。慶長5年（1600年）第二次上田合戦では本多正信の配下として従軍。戦後は上野藤岡に所領を与えられた。大坂の陣にも従軍した。